# ベセリン・トパロフ
ベセリン・トパロフ（Веселин Топалов, 1975年3月15日 - ）は、ブルガリアのチェス選手である。
2005年FIDE世界チェス選手権で優勝し、世界チャンピオンとなった。2006年1月のFIDEレーティング・リストにおいて、Eloレーティングは 2801 であり、引退したカスパロフに続いて第2位である。
トパロフは、8歳の時に父からチェスを教えられた。1989年に、プエルトリコで開かれた14歳以下世界選手権で優勝、1990年にシンガポールで開かれた16歳以下選手権で第2位になった。そして、1992年にグランドマスターになった。
2005年の世界チェス選手権（8人の総当たり戦）では、6勝0敗8引き分けで優勝。翌2006年,クラシカル世界チャンピオンのウラジーミル・クラムニクと世界チャンピオン統一戦を戦ったが、タイブレークの末敗退。
2010年にはFIDEの世界選手権で王者のヴィスワナータン・アーナンドと対戦するが、僅差で敗れた。